# Ximena Restrepo
Ximena Restrepo Gaviria (Medellín, Antioquia, 10 de marzo de 1969) es una atleta colombiana nacionalizada chilena.

## Biografía
Desde que era una adolescente, empezó a practicar la equitación. Luego pasó al atletismo y cosechó varios triunfos. El 5 de agosto de 1992 conquistó la medalla de bronce en la especialidad de atletismo 400 metros en los Juegos Olímpicos de Barcelona 1992 con la marca de 49,64 segundos que se convirtió en récord sudamericano. Estudio en el Colegio Marymount de Medellín.
Obtuvo numerosos lauros hasta que una lesión corporal le impidió concretar una buena actuación en Atlanta 1996. Su objetivo fue ser campeona mundial de la especialidad de 200 metros pero la lesión impidió lograr su sueño y la obligó a realizar un retiro forzoso.
Está casada con el lanzador de peso chileno Gert Weil, a quien conoció en los Juegos Olímpicos de Seúl 1988 y se encuentra radicada en Santiago, Chile desde 1992. Ximena se desempeñó como Directora Técnica de los Juegos Suramericanos Santiago 2014 en Santiago de Chile.
El 19 de marzo de 2010, se le concedió el honor de realizar el último relevo del Fuego suramericano en compañía de sus dos hijas Martina y Franka. De esta manera, en la ceremonia de apertura de los Juegos Suramericanos de 2010, realizados en Medellín, recibió de manos de María Isabel Urrutia la antorcha, la cual llevó hasta el centro del Estadio Atanasio Girardot y allí se dio inicio a un acto deslumbrante de fuegos y luces.
Desde septiembre de 2019, Restrepo se desempeña (en representación de la Federación de Atletismo de Chile) como Vicepresidente de la IAAF, siendo así la primera chilena, y también la primera mujer en ocupar tal cargo a nivel internacional.

## Palmarés
- 1985:
  - Campeona Bolivariana en los 100 metros llanos.
- 1986:
  - Campeonato Iberoamericano de La Habana, Cuba, en los 100 metros.
  - Campeona Sudamericana en Quito, Ecuador, en los 200 metros.
- 1987
  - Semifinalista del Campeonato del Mundo Juniors, en Grecia, en 100 y 200 metros.
  - Campeona Sudamericana Juvenil, en Santiago de Chile, en 100 y 200 metros
  - Primera en Campeonato Sudamericano Sénior
- 1988
  - Semifinalista - Juegos Olímpicos de Seúl
- 1991
  - Juegos Panamericanos de 1991- Medallas de Plata en los 200 y 400 metros.
- 1992
  - Juegos Olímpicos de Barcelona, España - Medalla de Bronce en los 400 metros.